# Donorejo (Demak)
Donorejo is een bestuurslaag in het regentschap Demak van de provincie Midden-Java, Indonesië. Donorejo telt 3021 inwoners (volkstelling 2010).